# La fille d'O
La fille d'O is een Belgische lingerieproducent.
Het bedrijf werd in 2003 opgericht door ontwerpster Murielle Scherre en is gevestigd in Gent. La fille d'O ontwerpt en produceert "avant-garde" designerlingerie. Die wordt in België gemaakt op basis van grotendeels Belgische grondstoffen. Het merk heeft eigen boetieks in Gent en Antwerpen.